# Броніс Райла
Броніс Райла (лит. Bronys Raila 23 березня 1909, село Плаучішкяй,  Паневезький повіт, Ковенська губернія, Російська імперія — 13 квітня 1997, Лос-Анджелес, США) — литовський журналіст, публіцист, письменник, поет, перекладач, критик. 

## Життєпис
Навчався в середній школі в Розалімасі (1919 — 1923), закінчив гімназію в Паневежисі (1927).  
У 1927 — 1932 навчався на гуманітарному відділенні Литовського університету в Каунасі (з 1930 — Університет Вітовта Великого), вивчав театрознавство, литовську, англійську мови та літератури.  
У 1932 — 1934 в Каунаській консерваторії займався музикою і співом.  
У 1939 в Парижі закінчив Вищий інститут міжнародних відносин. 
Брав участь в молодіжній організації „Žiežirba“, в 1928 — 1930 був членом редакцій газет „Studentas“, „Žaizdras“. 
Брав участь в соціал-демократичному товаристві „Žaizdras“. 
Один із організаторів студентської демонстрації 15 лютого 1929; за причетність до її організації був заарештований. 
Брав участь в діяльності третьофронтовців.  
З початку 1930-х припинив брати участь у виданнях лівої орієнтації.  
Виступав у пресі проти «культур-більшовизму». Вступив до націоналістичної партї таутинінків.  
Після окупації Литви в червні 1940 совєцькими військами 21 червня того ж року еіґрував до Німеччини.  
Став одним із засновників Фронту литовських активістів (Lietuvos aktyvistų frontas LAF), був головою комісії з пропаганди ФЛА.  
У 1942 повернувся до Литви, жив у Шяуляї, працював у періодичній пресі.  
У 1944 еміґрував до Франції, в 1948 перебрався до США. 
Був представником журналу «Сантарве» (Santarvė, «Згода») в США (1951 — 1958). Займався літературною творчістю.  
З 1975 працював на « Радіо Вільна Європа / Радіо Свобода» коментатором литовського культурного життя і політичних подій в Литві. 
Нагороджений Командорським хрестом ордена Великого князя Литовського Гедіміна (1996). 
Помер в Лос-Анджелесі.  
У 2015 прах Райли і його дружини був перепохований на Пятрашунському цвинтарі в Каунасі. 

## Літературна діяльність
З 1923 співпрацювавз виданнями лівої орієнтації ( „Socialdemokratas“ „Kultūra“). 
У журналі „Kultūra“ Райла дебютував як поет, опублікувавши свій перший вірш у 1925.  
У 1930 — 1931 — один із ідеологів і редакторів авангардистського лівого журналу «Трячас фронтас» ( „Trečias frontas“, «Третій фронт»). 
З 1936  — оглядач каунаського «Радіофона».  
У 1937 — 1939 — кореспондент газети « Летувос айдас » ( „Lietuvos aidas“, «Ехо Литви») в Західній Європі. Співпрацював із журналами „Jaunoji karta“, «Вайрас» ( „Vairas“, «Кермо»; в 1939 — секретар редакції).  
У 1939 —- 1940 — завідувач відділом закордонної політики газети «Летувос айдас». 
У 1930 випустив збірку віршів „Barbaras rėkia“.  
Переклав романи німецьких письменників Людвіга Вольфа «Сміливіше, Чарлі! („Kopf hoch, Charly!“, 1930) і «Повернення» Еріха Марії Ремарка (1931). 
У США видав 19 збірок есеїв, нотаток з літературної хроніки, статей на теми політики і культури, текстів своїх виступів по радіо, що відрізняються гострою полемічністю, різкою критикою прокомуністичного конформізму, послідовним руйнуванням еміґрантських догм та ілюзій. 

## Видання
- Tamsiausia prieš aušrą. Straipsniai Lietuvių politikos, visuomenes, idėjų klausimais, 1946-1958 m. 1960.
- Laumių Juosta. Тисячу дев'ятсот шістьдесят шість.
- Dialogas su Lietuviais. 1970
- Paguoda. 1974
- Vaivos Rykštė: Šimtas prakalbų į Lietuvą (1975-1979). 1980.
- Kitokios Lietuvos ilgesys: Šimtas prakalbų į Lietuvą (1980-1982). 1983.
- Kryžkelės: radijo prakalbos į Lietuva (1986-1988), ketvirtas rinkinys. 1989.
- Kuo alsavom. 1994.
- Liudytojo poringės: Minčių ir išgyvenimų pėdsakais (1944-1996). 1 996.

## Нагороди
- Лауреат премії Вінцаса Кудірки
- Командорський хрест ордена Великого князя Литовського Гедіміна (9 лютого 1996).